# Orange Mayotte
 (juin 2019).
Orange Mayotte est une entreprise française de télécommunications agissant principalement en tant que fournisseur d'accès à Internet et opérateur de téléphonie mobile sur l'île de Mayotte, département d'outre-mer dans le sud-ouest de l'océan Indien. Filiale d'Orange.